# Gartenbau (Studiengang)
Ein Bachelorstudium im Gartenbau oder der Gartenbauwissenschaften befasst sich mit der gärtnerischen Pflanzenproduktion und den damit verbundenen Dienstleistungen, wie etwa Handel und Vertrieb. Ein darauf aufbauendes Masterstudium ist so konzipiert, dass es auf eine wissenschaftliche Tätigkeit in Forschung und Lehre vorbereitet oder eine berufliche Tätigkeit vorsieht, die entsprechende Kompetenzen erfordert.

## Studieninhalt
Das Gartenbaustudium befasst sich mit dem Anbau gärtnerischer Nutzpflanzen, vor allem Blumen und Zierpflanzen, Gehölze, winterharte Stauden und Farne, Gemüse, Obst und Sonderkulturen sowie dem vor- und nachgelagerten Bereich, wie der wissenschaftlichen Forschung, Beratung, Dienstleistung, Vertrieb und Handel. Ein Studium im Gartenbau ist ein vorwiegend naturwissenschaftlich ausgerichteter Studiengang, der durch eine starke Anwendungsorientierung gekennzeichnet ist und durch wirtschaftswissenschaftliche Inhalte ergänzt wird. Die Gartenbauwissenschaften werden auch den „angewandten Pflanzenwissenschaften“ zugerechnet.
Im Studium wird detailliertes Wissen zur Produktion gärtnerischer Kulturen vermittelt, wie Nutzpflanzen, insbesondere im Gewächshaus, in Kulturräumen oder in Phytotronen unter kontrollierten Bedingungen „gesteuert“ zu kultivieren sind. Zum gesteuerten Anbau ist Spezialwissen über die Lebensweise und das Verhalten, wie beispielsweise Wachstum, Blüte, Fruchtbildung von unzähligen Blumen-, Gehölz-, Gemüse- oder Obstarten sowie die Wechselwirkungen mit verschiedenen Anbaubedingungen, wie etwa Licht und Temperatur, von entscheidender Bedeutung. Generell nimmt in der akademischen Ausbildung im Gartenbau die Bedeutung von Digitalisierung und Robotik zu, beispielsweise bei dem so genannten „precision farming“ oder der digitalisierten Erkennung von Schadsymptomen, unerwünschten Beikräutern oder dem Wachstums- und Reifezustand von Pflanzen oder pflanzlichen Produkten (Stichwort HortInnova, Gartenbau 4.0).
Weitere Studienschwerpunkte bildet die Vermittlung des Wissen im Bereich Pflanzenzüchtung, der Pflanzenbiotechnologie und Pflanzliche Gewebekultur im Gartenbau.

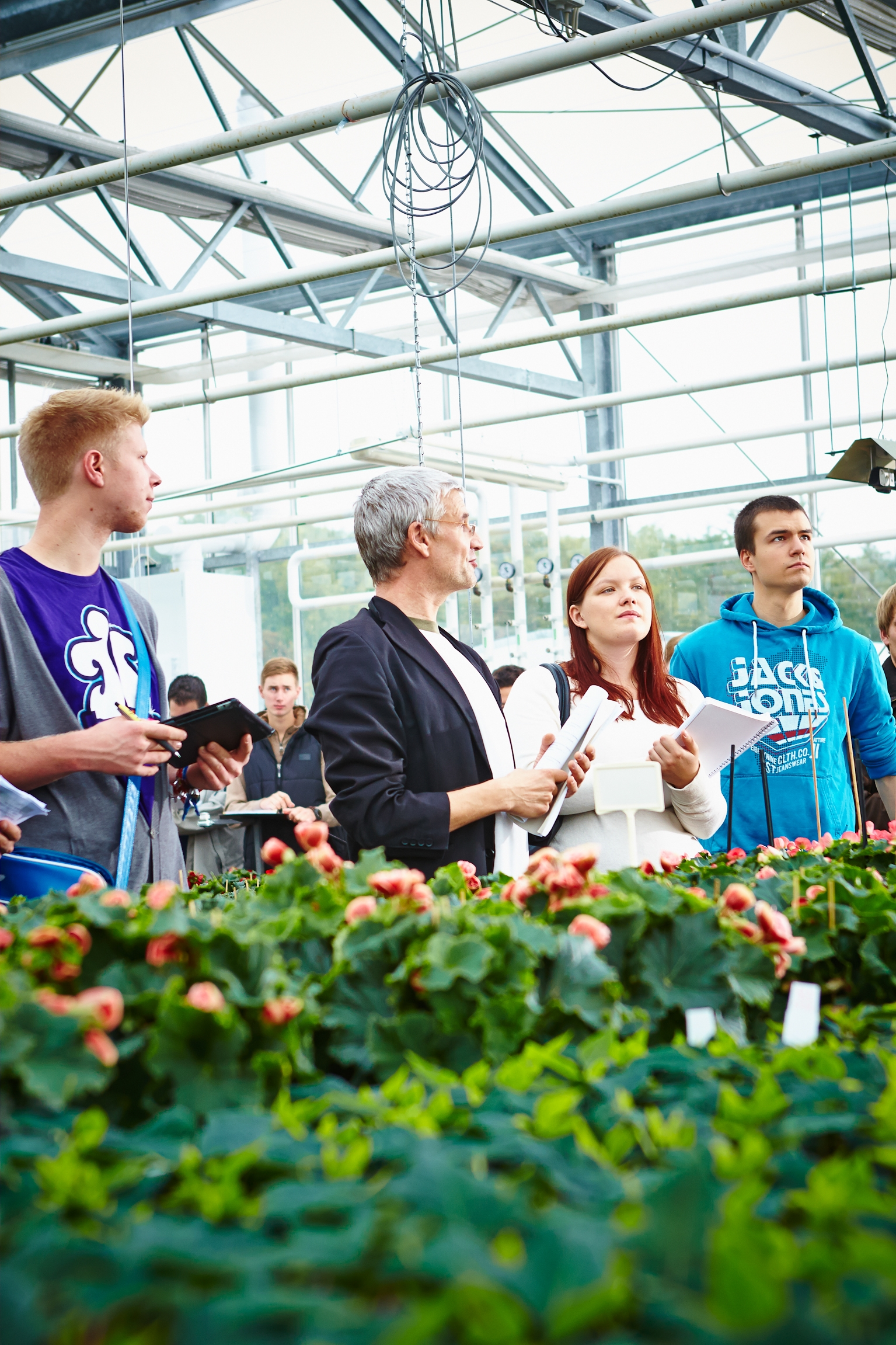
Ein Gartenbaustudium vermittelt praxisnah Wissen, zum Beispiel beim Unterricht im Gewächshaus. (Bildnachweis: GMH)

Der Anbau von verschiedensten Spezialkulturen wie Algen, Arznei- und Gewürzpflanzen, Champignons, Rollrasen oder Weihnachtsbäumen sind genauso Teil eines Gartenbaustudiums, wie Qualitätsmanagement, Kosten- und Leistungsrechnung oder Controlling.
Vorgelagerte Bereiche, wie Forschung, Beratung sowie Zulieferindustrie sowie nachgelagerte Bereiche, wie Urban Horticulture, Garten-, Landschafts- und Sportplatzbau (z. B. Arboristik oder Sichtung und Pflanzenverwendung), Friedhofsgärtnerei, Lebensmitteltechnologie, Bioverfahrenstechnik, Floristik sowie Handel werden ebenfalls während des Studiums der Gartenbauwissenschaften vermittelt.

## Hochschulstandorte in Deutschland, Österreich und der Schweiz
In Deutschland wird Gartenbau an folgenden neun Hochschulen gelehrt:
- Beuth Hochschule für Technik Berlin
- Humboldt-Universität zu Berlin
- Hochschule für Technik und Wirtschaft Dresden
- Fachhochschule Erfurt
- Hochschule Geisenheim University
- Leibniz Universität Hannover
- TUM School of Life Sciences an der Technischen Universität München[8]
- Hochschule Osnabrück
- Hochschule Weihenstephan-Triesdorf

Einige Hochschulen mit Studienangeboten im Bereich der Agrarwissenschaften, wie z. B. die Universität Hohenheim und die Rheinische Friedrich-Wilhelms-Universität Bonn bieten einzelne Module aus dem Gartenbau im Lehrplan an.
Auch die Universität für Bodenkultur Wien bietet einzelne Module im Bereich Gartenbau. In der Schweiz kann Umweltingenieurwesen mit Vertiefung im Gartenbau (Hortikultur) an der Zürcher Hochschule für Angewandte Wissenschaften studiert werden.
Heute sind jährlich knapp 2000 Studierende in Gartenbau-Studiengängen in Deutschland eingeschrieben.
Das Gartenbaustudium ist also durch vergleichsweise kleine Studiengruppen mit entsprechend intensiver Betreuung gekennzeichnet.

## Grundständiges Studium (Bachelor)
Im grundständigen Studienfach Gartenbau wird wissenschaftliches Grundlagenwissen zur Pflanzenproduktion, zu gärtnerischen Dienstleistungen sowie zu Betriebswirtschaftslehre und Handel vermittelt. An vielen Hochschulen kann das Gartenbaustudium im naturwissenschaftlichen Bereich, wie zum Beispiel in den Studiengängen Angewandte Pflanzenbiologie, Gartenbauliche Phytotechnologie, Molekulare und Angewandte Pflanzenwissenschaften oder im Bereich Wirtschaftswissenschaften, wie beispielsweise im Studiengang Wirtschaftsingenieurwesen im Agri- und Hortibusiness oder Logistik und Management Frischprodukte   vertieft werden.
Zugangsvoraussetzungen für ein Bachelorstudium können neben entsprechenden Schulabschlüssen (Allgemeine Hochschulreife, Fachabitur) auch ein gärtnerischer Meister- oder Technikerabschluss sein. Das grundständige Studium umfasst je nach Hochschule 6 bis 7 Semester Regelstudienzeit.
Das grundständige Studium besteht aus Lehrveranstaltungen, die für alle Gartenbausparten von Bedeutung sind, also Agrarmeteorologie, Botanik und Ökologie, Pflanzenernährung, Pflanzenschutz, Pflanzenzüchtung und Pflanzenvermehrung sowie Technik (insbesondere Landmaschinen, Gewächshäuser), Betriebswirtschaftslehre, Marketing, Handel und Vertrieb. Spezifisches Fachwissen zu den Sparten des Gartenbaus wird in den Modulen Zierpflanzenbau, Staudengärtnerei, Baumschule, Gemüsebau und Obstbau vermittelt.
Daneben müssen im ersten Studienabschnitt regelmäßig propädeutische Grundlagenmodule wie Mathematik, Statistik und Versuchswesen sowie Physik und Chemie belegt werden. Üblicherweise ist es verpflichtend während des Studiums in Unternehmen der Gartenbaubranche zu arbeiten, beispielsweise in Praktika oder Praxissemestern. Darüber hinaus werden durch ergänzende Module beispielsweise der Bereich der Pflanzenverwendung, wie Gärten- und Grünflächengestaltung mit Stauden und Gehölzen, Wechselflor, Innenraumbegrünung, Bauwerksbegrünung, Dachbegrünung, Urbaner Gartenbau sowie der Agroforstwirtschaft, der Friedhofsgärtnerei oder dem GaLaBau vertieft.

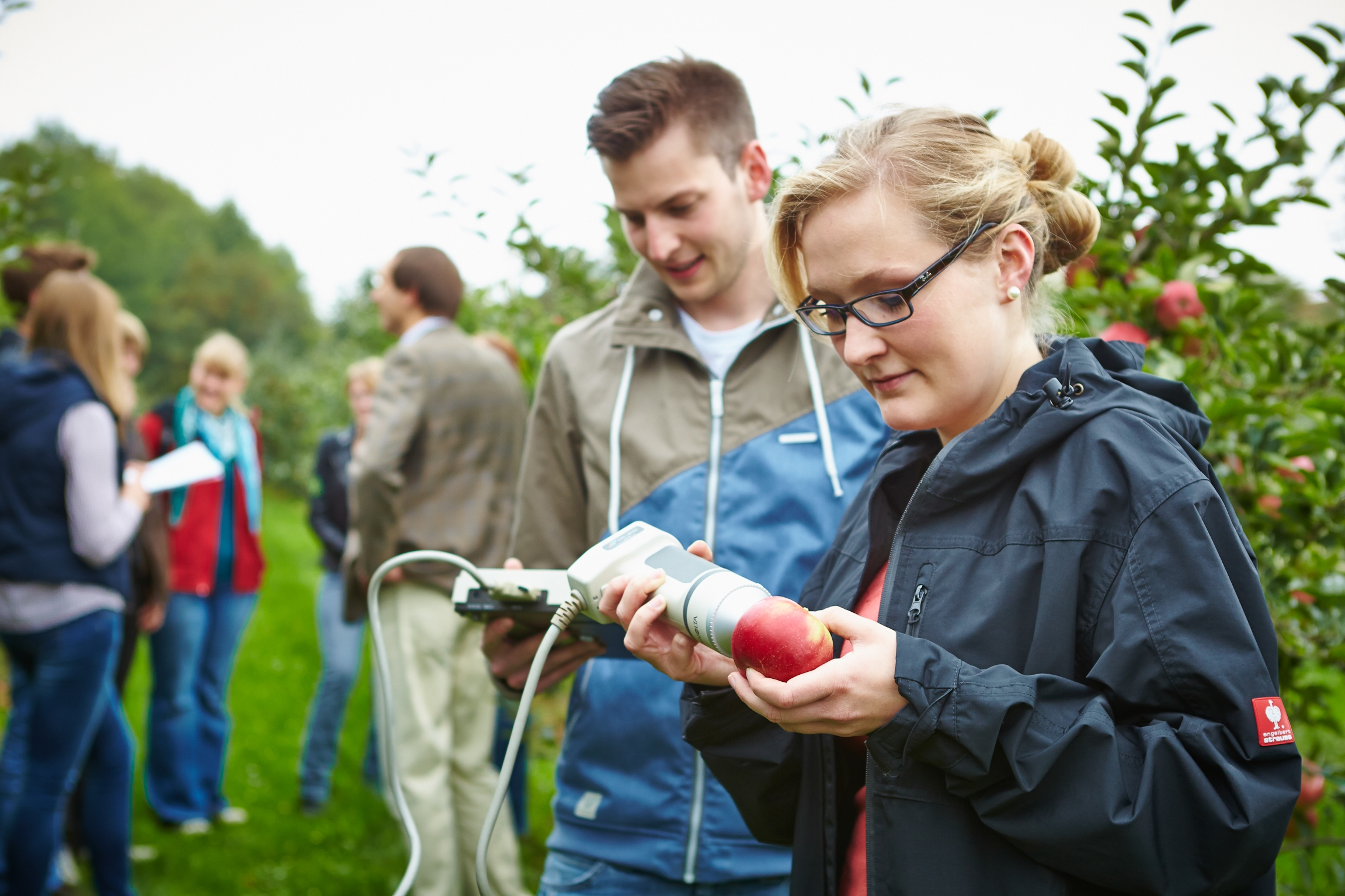
Gartenbaustudierende lernen unterschiedliche Möglichkeiten, um den optimalen Erntezeitpunkt von Äpfeln im Erwerbsobstbau zu bestimmen. (Bildnachweis: GMH)

## Weiterführendes Studium (Master)
In den weiterführenden Studiengängen Gartenbauwissenschaft (Horticultural Science) werden die im grundständigen Studium und gegebenenfalls während einer Berufstätigkeit erworbenen Kenntnisse vertieft. Das Masterstudium umfasst je nach Hochschule 3 bis 4 Semester Regelstudienzeit. Gewöhnlich werden Spezialisierungen und vertiefende Fächer im Bereich der Pflanzenproduktion und/oder im ökonomischen Bereich angeboten. Studiengänge, die ihren Schwerpunkt auf den gärtnerischen Pflanzenbau legen, wie zum Beispiel Produktionsmanagement in Agrarwirtschaft und Gartenbau, Pflanzenforschungsmanagement oder Pflanzenbiotechnologie vertiefen oft Kompetenzen für die zukünftige Arbeit im Labor, also die Pflanzliche Gewebekultur und die Biotechnologie. Die Wirtschaftswissenschaften vertiefende Studiengänge, wie zum Beispiel Agrarmanagement – Vertiefung Management von Betriebssystemen im ökologischen Land- und Gartenbau (Öko), Prozess- und Qualitätsmanagement in Landwirtschaft und Gartenbau legen den Schwerpunkt auf Module wie Controlling, Produktentwicklung, Qualitätsmanagement oder Supply-Chain-Management.

## Studium im Ausland, Duales Studium und Lehramtsstudium

### Studium im Ausland
Neben der Möglichkeit, das gesamte Studium im Ausland zu absolvieren, gibt es verschiedene Optionen während des Gartenbaustudiums, internationale Erfahrungen zu sammeln. Der internationale Masterstudiengang Horticultural Science wird als Kooperation der Technischen Universität München, der Humboldt-Universität Berlin, der Universität Bologna, der Universität für Bodenkultur Wien und der Corvinus-Universität Budapest angeboten.
Hochschulen, die länderübergreifende Doppelabschlüsse anbieten, sind beispielsweise die Hochschule Weihenstephan-Triesdorf zusammen mit Agrocampus Ouest in Angers (Frankreich) oder die Leibniz Universität Hannover zusammen mit der Universität Wageningen (Niederlande).

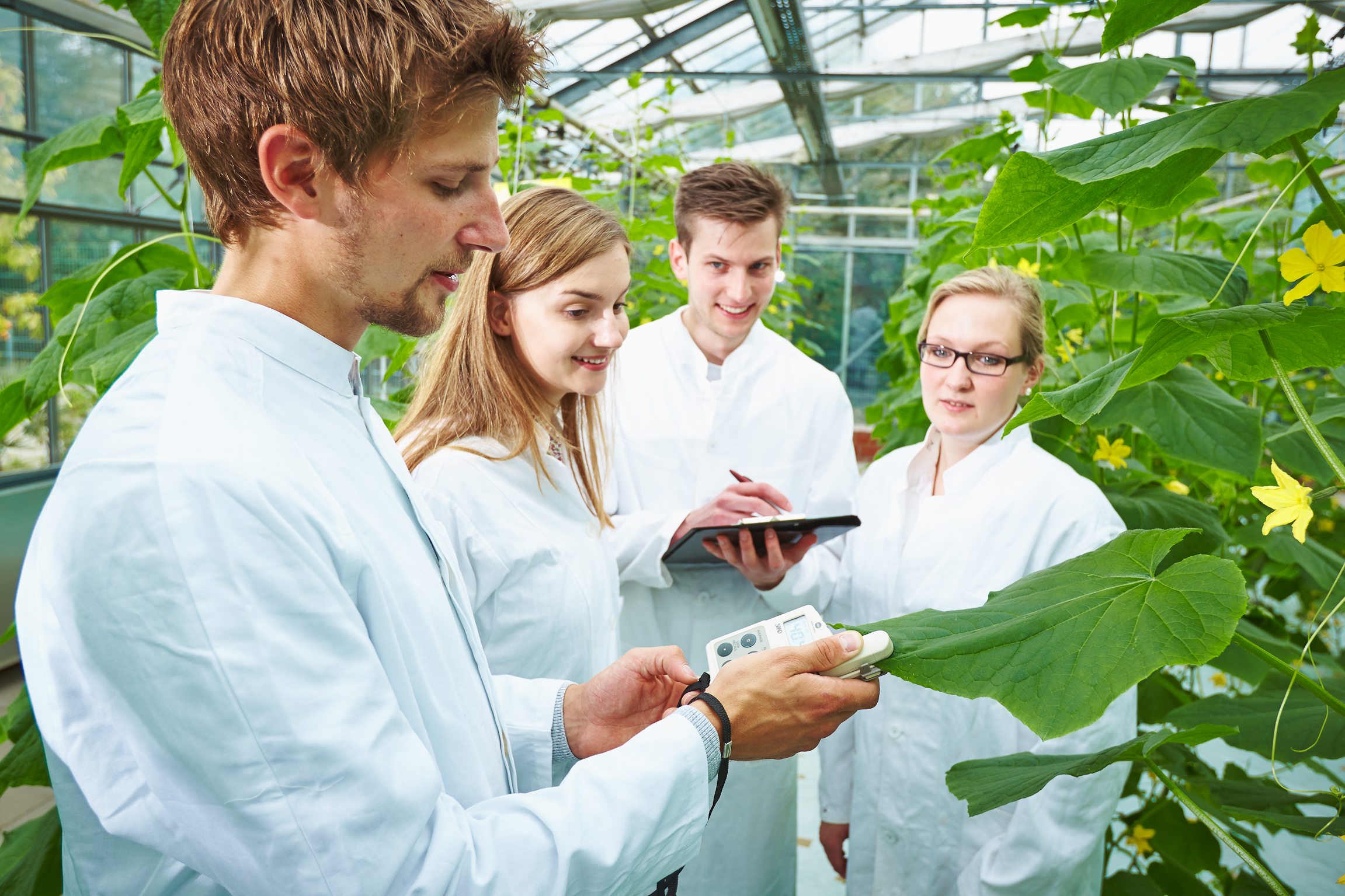
Die Auswertung von Anbauversuchen im Team, ist ein wichtiger Bestandteil des Gartenbaustudiums. (Bildnachweis: GMH)

Auslandspraktika und -studienaufenthalte werden durch verschiedene Einrichtungen und Förderprogramme unterstützt, wie durch den Deutschen Akademischen Austauschdienst, Erasmus+, die internationale Vereinigung IAESTE sowie die Schorlemer-Stiftung des Deutschen Bauernverbandes.

### Duales Studium
Ein duales Studium, das eine Gärtnerlehre mit einem Bachelorabschluss im Gartenbau kombiniert, kann an der Hochschule Weihenstephan-Triesdorf besucht werden. Das duale Studium ist durch seine besondere Verknüpfung von Hochschulstudium und Berufspraxis gekennzeichnet.

### Lehramtsstudium
Darüber hinaus kann an der Humboldt-Universität Berlin, der Hochschule Geisenheim – in Kooperation mit der TU Darmstadt und an der Technischen Universität München Gartenbau auf Lehramt an Berufsschulen studiert werden.
In einigen Bundesländern besteht für Masterabsolventen (ohne Studium auf Berufsschullehramt) die Möglichkeit ein Referendariat zu absolvieren. Der Abschluss des Referendariats qualifiziert regelmäßig für das höhere Lehramt an Meister- und Technikerschulen für Gartenbau (= ein- und zweijährige Fachschule).

## Berufsperspektiven
Vor der Umsetzung des Bolognaprozesses schlossen Gartenbaustudiengänge mit dem akademischen Grad Diplom-Ingenieur ab. Die Berufsbezeichnung für einen Hochschulabsolvent im Gartenbau lautet daher heute noch Gartenbauingenieur.
Nach Abschluss des Bachelorstudiums im Bereich Gartenbau, kann der Absolvent in gärtnerischen Produktionsbetrieben, in der Zulieferindustrie oder in der Vermarktung und im Vertrieb, wie beispielsweise in Gartencentern, im Großhandel, in Genossenschaften, im Lebensmitteleinzelhandel oder Qualitätsmanagement tätig werden.
Darüber hinaus können Bachelor-Absolventen in der Beratung, im Versuchswesen, in Verbänden, im öffentlichen Dienst in der Entwicklungszusammenarbeit, im Sachverständigenwesen, bei Versicherungen oder im Bereich des gärtnerischen Journalismus arbeiten.
Der Abschluss des Masterstudiums befähigt den Absolventen eine Tätigkeit in der Forschung und Entwicklung, etwa in der Pflanzenzüchtung oder für den Managementbereich in Vermarktung und Handel aufzunehmen. Ein Masterabschluss eröffnet die Möglichkeit, Führungspositionen im öffentlichen Dienst anzutreten, sowie als Berufs- oder Fachschullehrer oder der außerhochschulischen Forschung tätig zu sein. Gleichfalls bietet sich den Absolventen auch eine Tätigkeit in der Forschung und Lehre an Hochschulen an, die gewöhnlich Promotions- und ggf. Habilitationsarbeiten voraussetzen.

## Geschichte des Gartenbaustudiums
Mit Einsetzen der Moderne, Ende des 18. Jahrhunderts, brach in Europa eine Agrarrevolution aus.
Neue Verfahren, wie etwa der Einsatz von Agrarchemikalien oder die Mechanisierung, führten zu enormen Ertragssteigerungen. Zudem waren im Zuge der Industrialisierung immer geringere Bevölkerungsanteile in der Urproduktion tätig.
Durch den Bau der Eisenbahn konnten landwirtschaftliche und gärtnerische Produkte auch überregional vermarktet werden, was zu einer Verschärfung der Konkurrenzsituation innerhalb der Branche führte.
Schließlich bedurften ehemals ohne Ausbildung ausgeübte Tätigkeiten in der Landwirtschaft und im Gartenbau nunmehr landwirtschaftlich-gärtnerischen Fachwissens. Die Agrarberufe, darunter der des Gärtners, erfuhren eine Professionalisierung.
Albrecht Daniel Thaer, der als Begründer der Agrarwissenschaften gilt, war ein Pionier beim Aufbau landwirtschaftlicher Bildungseinrichtungen. 1803 gründete er mit staatlicher Unterstützung die Landwirtschaftliche Akademie Möglin, die später in der heutigen Humboldt-Universität zu Berlin aufging.
Im deutschen Gartenbau war Eduard Lucas ein Vorreiter beim Aufbau von gärtnerischen Bildungseinrichtungen. 1860 gründete er in Reutlingen, die Lehranstalt für Gartenbau, Obstkultur und Pomologie.
Die Landesfürsten wollten auch in ihrem Land Ertragssteigerungen in Landwirtschaft und Gartenbau forcieren, weshalb die Errichtung entsprechender Schulen gefördert wurden. Viele dieser Lehranstalten sind die Vorläufereinrichtungen heutiger Gartenbau-Hochschulen.
Die Etablierung des Studienfachs Gartenbau verlief an Universitäten und Fachhochschulen / Hochschulen für angewandte Wissenschaften unterschiedlich.
Die an den Vorläufereinrichtungen der Fachhochschulen angebotenen Lehrgänge und Kurse erfuhren vom 19. In das 20. Jahrhundert eine Aufwertung zur akademischen Ausbildung, also dem Hochschulstudium.
An den Universitäten wurde der Studiengang Gartenbau erst in der ersten Hälfte des 20. Jahrhunderts als Spezialisierung im agrarwissenschaftlichen Studium eingerichtet.

### Fachhochschulen / Hochschulen für angewandte Wissenschaften
In ganz Deutschland wurden seit Beginn des 19. Jahrhunderts Obst- und Gartenbauschulen gegründet, zum Beispiel die Kurfürstliche Centralbaumschule (später: Königlich Bayerische Gartenbauschule) in Weihenstephan 1804, die Königliche Gärtner-Lehranstalt in Berlin 1823 oder die Königlich Preußische Lehranstalt für Obst- und Weinbau in Geisenheim 1872. Diese gärtnerischen Schulen sind zumeist die Vorgängerinstitutionen der heutigen Gartenbau-Fachhochschulen und haben im Laufe der Geschichte mehrfach ihren Namen geändert. Häufig trugen die Schulen bis in die 1950er die Bezeichnungen Höhere Lehranstalten für Obst- und Gartenbau oder Lehr- und Forschungsanstalt für Gartenbau und wurden dann in Ingenieurschulen für Gartenbau umbenannt. Aus den Ingenieurschulen entstanden wegen Änderungen in der Hochschulgesetzgebung 1971 die Fachhochschulen (FH) und wiederum seit den 2000er-Jahren die Hochschulen (für angewandte Wissenschaften). Die Fachhochschulen in Erfurt und Dresden-Pillnitz wurden erst nach der Wende Anfang der 1990er gegründet, jedoch bauen sie gleichfalls auf gärtnerische Lehrtraditionen vor Ort (z. B. Ingenieurschule für Gartenbau in Erfurt) auf. Üblicherweise dehnten die Fachhochschulen die Dauer und Tiefe ihrer Lehrgänge über die Jahre aus. Es etablierte sich eine Studiengangdauer von 6 fachtheoretischen Studiensemestern, die in Verbindung mit 2 Praxissemestern oder einer vorhergehenden Gärtnerlehre (2 bis 3 Jahre) zum Abschluss führten. Der Abschluss hieß letztlich graduierter Ingenieur und bis zur Umsetzung der Bolognareform Diplom-Ingenieur (FH). Der Abschluss berechtigte zum Besuch des Universitätsstudiums im Gartenbau.
Österreichische Fachhochschulen gibt es erst seit Anfang der 1990er-Jahre, von denen keine ein Gartenbaustudium anbietet.
In ähnlicher Weise wie die Fachhochschulen in Deutschland entstanden die Höheren gärtnerischen Lehranstalten in Österreich. Eine Absolvierung der Höheren Bundeslehranstalt für Wein- und Obstbau in Klosterneuburg und der Höheren Bundeslehr- und Forschungsanstalt für Gartenbau in Schönbrunn schließt mit einer Reifeprüfung ab. Nach 3 Jahren Praxis können Absolventen den Titel Ingenieur (auch Diplom-HLFL-Ingenieur, wobei HLFL für Höhere Land- und Forstwirtschaftliche Lehranstalt steht) führen.

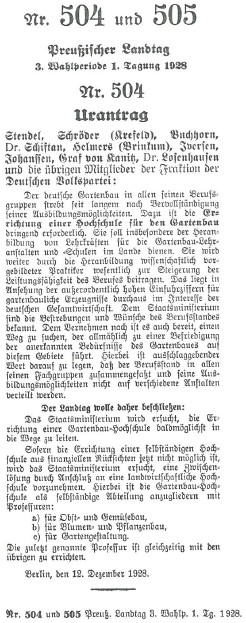
Urantrag von 1928 im Preußischen Landtag zur Errichtung einer Gartenbau-Hochschule von Ernst Schröder

### Universitäten
An den Universitäten (damals: Technische Hochschule) in Deutschland gibt es eine lange Tradition agrarwissenschaftlicher Studiengänge, die 1929 um eine Spezialisierung im Gartenbau ergänzt wurde. Ernst Schröder hatte am 12. Dezember 1928 einen Urantrag auf Errichtung einer Gartenbau-Hochschule im Preußischen Landtag eingereicht, was zur Einrichtung des Studiengangs auf Universitätsebene führte.
Die 1881 gegründete Landwirtschaftliche Hochschule Berlin geht auf die Landwirtschaftliche Akademie Möglin zurück. Mit der Einrichtung einer Abteilung Gartenbau an der Landwirtschaftlichen Hochschule Berlin 1929 entstand der erste Gartenbaustudiengang an einer Universität in Deutschland, der heute noch von der Humboldt-Universität zu Berlin angeboten wird.
Das Agrarstudienangebot an der Technischen Universität München fußt auf dem 1803 gegründeten Musterlandwirtschaftsbetrieb mit Landwirtschaftsschule aus der die Königlich Bayerischen Akademie für Landwirtschaft und Brauerei 1895 hervorging. Gartenbau kann an der Technischen Universität München seit 1947 studiert werden.
In Hannover ist ein Gartenbaustudium seit 1948 an der Hochschule für Gartenbau und Landeskultur möglich. Diese Hochschule ging 1951 in der heutigen Leibniz Universität Hannover auf.
Bis zur Umsetzung der Bolognareform umfasste das universitäre Studium 8 fachtheoretische Semester und schloss mit dem Titel Diplomgärtner und später Diplom-Ingenieur agr. (univ.) ab.
Seit 1961 arbeiten Gartenbauwissenschaftler von Hochschulen und außerhochschulischen Forschungs- und Beratungseinrichtungen in der Deutschen Gartenbauwissenschaftlichen Gesellschaft (DGG) zusammen.

### Aktuelle Neuerungen
Auch heute ändert sich die deutsche Gartenbau-Hochschullandschaft.
Inzwischen bieten sowohl Universitäten als auch Fachhochschulen / Hochschulen für angewandte Wissenschaften Bachelor- und Masterstudiengänge im Gartenbau an. Dieser Fakt führte unter anderem zur Fusion der Alumnidachverbände der Universitätsabsolventen BDGL (Diplomingenieure Gartenbau und Landespflege) und der Fachhochschulabsolventen BIG (Bund der Ingenieure des Gartenbaues und der Landespflege) zum BHGL (Bundesverband der Hochschulabsolventen / Ingenieure Gartenbau und Landschaftsarchitektur) im Jahr 2004.
Aus dem Fachbereich Geisenheim (mit Bachelor- und Masterstudiengang Gartenbau) der Fachhochschule Wiesbaden am Studienort Geisenheim und der ebenfalls dort befindlichen Forschungsanstalt Geisenheim entstand 2013 die erste „Hochschule neuen Typs“ in Deutschland. Die Hochschule Geisenheim University koppelt fachhochschultypische Bachelorstudiengänge mit universitär ausgerichteten Masterstudiengängen, vereint anwendungs- und grundlagenorientierte Forschung bei Sonderkulturen und verfügt über das Promotionsrecht.
An mehreren deutschsprachigen Hochschulen und Universitäten wurden in den 2010er-Jahren die klassischen Studiengänge Gartenbau oder Gartenbauwissenschaften umbenannt. Häufig lautet die Bezeichnung naturwissenschaftlich ausgerichteter Gartenbau-Studiengänge nun  (Spezielle) Pflanzenwissenschaften oder (Angewandte) Pflanzenbiologie. Bei wirtschaftswissenschaftlich ausgerichteten Studiengängen wird in der Regel der Begriff Management in der Studiengangsbezeichnung geführt.